# معروف إسكافي القاهرة (فلم)
معروف، اسكافي القاهرة، هو فيلم مغربي لعام 1947، من إخراج جين موران. دخل الفيلم مهرجان كان السينمائي 1947.

## فريق العمل
- توفيق فيلالي
- محمد توري
- ليلى وهبي

## وصلات خارجية
- مقالات تستعمل روابط فنية بلا صلة مع ويكي بيانات